# Nationaal Biografisch Woordenboek
Het Nationaal Biografisch Woordenboek (afgekort NBW) is een biografisch naslagwerk uitgegeven door de drie Vlaamse Academieën: de Koninklijke Vlaamse Academie van België voor Wetenschappen en Kunsten die de redactie voor haar rekening neemt, de Koninklijke Academie voor Nederlandse Taal- en Letterkunde en de Koninklijke Academie voor Geneeskunde van België. In het woordenboek zijn de biografieën van overleden bekende (en minder bekende maar wel vermeldenswaardige) Belgen en personen die leefden op het grondgebied van het huidige België opgenomen.

## Ontstaan
Leden van de pas opgerichte Koninklijke Vlaamse Academie voor Wetenschappen, Letteren en Kunsten vonden in 1938 dat de toenmalige Franstalige Biographie Nationale, die sinds 1866 door de officieel tweetalige Académie royale de Belgique werd uitgegeven, veel te weinig aandacht besteedde aan personen uit het Vlaamse landsgedeelte. Er werd besloten om deze leemte op te vullen door de uitgave van een Nederlandstalig Nationaal Biografisch Woordenboek als tegenhanger van de Franstalige Biographie Nationale. 
De Tweede Wereldoorlog zorgde voor een aanzienlijke vertraging in deze plannen. In 1952 werd opnieuw een voorstel geformuleerd door de Koninklijke Vlaamse Academie waarbij de Koninklijke Academie voor Nederlandse Taal- en Letterkunde en de Koninklijke Academie voor Geneeskunde werden uitgenodigd om deel te nemen aan het project.
Het duurde nog tot in 1961 vooraleer de nodige kredieten werden toegekend en het Nationaal Biografisch Woordenboek van start kon gaan. Onmiddellijk werden lijsten opgesteld met personen die dienden vermeld te worden in het naslagwerk en vanaf 1962 werden de auteurs geselecteerd om de biografieën te schrijven. In 1964 verscheen het eerste boekdeel van het NBW.

## Uitgaven
Tot in 1992 verscheen er gemiddeld om de twee jaar een boekdeel. De volgende acht jaar tot aan de eeuwwisseling verscheen er nog slechts één boekdeel, namelijk in 1996 en werd er daarna een periode van beraad ingelast. Het Nationaal Biografisch Woordenboek werd nog steeds geschreven volgens het concept van de Biographie Nationale. De Franstalige Academie had de Biographie Nationale reeds tien jaar eerder in 1986 stopgezet en was in 1988 begonnen met de uitgave van de Nouvelle Biographie Nationale volgens een nieuw concept, zowel op inhoudelijk als op stilistisch gebied.
Na rijp beraad werd beslist om ook het Nationaal Biografisch Woordenboek voort te zetten zij het in een modernere en aangepaste vorm. In 2002 verscheen het volgende boekdeel en vanaf dan was het terug de betrachting om gemiddeld om de twee jaar een boekdeel te laten verschijnen.
Boekdeel 20 verscheen in december 2011 ter gelegenheid van het 50-jarig bestaan van het Nationaal Biografisch Woordenboek. In november 2016 verscheen deel 22. In de volgende jaren verschenen de delen 23, 24 en 25. De delen 1 tot en met 10 zijn sinds 2009 eveneens online raadpleegbaar.

## VIGES
Om het Nationaal Biografisch Woordenboek een steviger structuur te geven en te wapenen voor de toekomst werd in 2007 door de Koninklijke Vlaamse Academie van België voor Wetenschappen en Kunsten (KVAB) en de Koninklijke Academie voor Nederlandse Taal- en Letterkunde (KANTL) het Vlaams Instituut voor Geschiedenis (VIGES) opgericht. De organisatie stond onder leiding van historica Els Witte en had als opdracht om het Nationaal Biografisch Woordenboek verder uit te bouwen. Het VIGES nam eveneens de redactie van het woordenboek voor zijn rekening. 
Op 31 december 2012 werd het VIGES echter ontbonden waardoor de redactie van het Nationaal Biografisch Woordenboek opnieuw onder de vleugels van de Koninklijke Vlaamse Academie voor Wetenschappen en Kunsten terecht kwam.